# Antonín Hřebík
Antonín Hřebík (24. února 1902 Řevnice – 20. listopadu 1984 Chicago) byl významný sokolský činovník, český a československý politik, člen Československé strany národně socialistické, za kterou byl po válce poslancem Prozatímního a Ústavodárného Národního shromáždění, později odešel do exilu.

## Biografie
Narodil se v Řevnicích v rodině živnostníka, jeho otec byl členem místního Sokola od jeho vzniku roku 1894 a později i starostou. Již jako šestnáctiletý byl zvolen vzdělavatelem jednoty a různé sokolské funkce zastával až do konce života. Po gymnáziu studoval v Praze práva, potom působil jako advokát na Zbraslavi. V letech 1940–1941 byl náměstkem starosty České obce sokolské. Po zákazu Sokola v roce 1941 přešel do ilegality a podílel se na činnosti odbojové skupiny Jindra, která zajišťovala spojení s londýnským exilem. V září 1941 ho zatklo gestapo a od října byl vězněn v Malé pevnosti v Terezíně, pak byl v lednu 1942 deportován do Osvětimi, odkud byl v červnu propuštěn. Roku 1944 byl znovu zatčen a převezen do věznice gestapa v Benešově.
Po osvobození se opět zapojil do politické a sokolské práce. V letech 1945–1948 byl starostou Československé obce sokolské. Snažil se čelit vlivu KSČ v tělovýchově. Jeho úspěchem bylo, že vznikl Československý tělovýchovný svaz, v němž komunisté neměli dominantní postavení.
V letech 1945–1946 byl poslancem Prozatímního Národního shromáždění za národní socialisty (respektive delegátem za Ústřední národní tělovýchovný výbor). Mandát obhájil v parlamentních volbách v roce 1946 a stal se poslancem Ústavodárného Národního shromáždění. Vedl významný bezpečnostní výbor parlamentu. 5. března 1948 na mandát rezignoval a v parlamentu ho nahradila Růžena Hrbková.
Během únorového převratu v roce 1948 se dostavil jako představitel sokolů 23. února 1948 za prezidentem Edvardem Benešem, ale nebyl přijat a mluvil s ním jen nižší úředník. V následujících dnech se snažil udržet sokolské hnutí jako nezávislou sílu a odmítal vytváření akčních výborů v sokolských organizacích. Když odmítl tlak na vydání prohlášení loajálního k nastupujícímu režimu, byl sesazen z funkce starosty Sokola. XI. všesokolský slet v roce 1948 už sice probíhal pod dosazeným prokomunistickým vedením, ale řadoví členové během něj dali najevo podporu Benešovi a distanc vůči KSČ. V té době již ale Hřebík pobýval v exilu – ze země odešel i s manželkou v květnu 1948.
Emigroval do USA, kde vyvíjel politickou činnost v Radě svobodného Československa a podílel se na činnosti exilové národně socialistické strany. Usadil se v Chicagu, kde prožil 36 let. Vstoupil do tamní sokolské organizace, stal se funkcionářem exilové sokolské organizace a později starostou celosvětového sokolstva. V exilu Hřebík i zemřel.
Protože si přál být pohřben v rodných Řevnicích, převezli američtí Sokolové při příležitosti XII. všesokolského sletu v Praze v roce 1994 urnu s jeho popelem do Čech. Byla poté uložena do rodinné hrobky na řevnickém hřbitově.
V roce 1996 mu Václav Havel udělil Řád Tomáše Garriguea Masaryka in memoriam. V Řevnicích mu byla též v roce 1998 odhalena pamětní deska.